# 住吉仲皇子
『日本書紀』に基づく関係系図
| 16仁徳天皇 | 16仁徳天皇 | 16仁徳天皇 | 16仁徳天皇 | 16仁徳天皇 | 16仁徳天皇 |  |  | 大兄去来穂別尊（17履中天皇）     | 大兄去来穂別尊（17履中天皇） | 大兄去来穂別尊（17履中天皇） | 大兄去来穂別尊（17履中天皇） | 大兄去来穂別尊（17履中天皇） | 大兄去来穂別尊（17履中天皇） |
| 16仁徳天皇 | 16仁徳天皇 | 16仁徳天皇 | 16仁徳天皇 | 16仁徳天皇 | 16仁徳天皇 |  |  | 大兄去来穂別尊（17履中天皇）     | 大兄去来穂別尊（17履中天皇） | 大兄去来穂別尊（17履中天皇） | 大兄去来穂別尊（17履中天皇） | 大兄去来穂別尊（17履中天皇） | 大兄去来穂別尊（17履中天皇） |
|            |            |            |            |            |            |  |  | 住吉仲皇子                       |                              |                              |                              |                              |                              |
|            |            |            |            |            |            |  |  |                                  |                              |                              |                              |                              |                              |
|            |            |            |            |            |            |  |  | 瑞歯別尊（18反正天皇）           |                              |                              |                              |                              |                              |
|            |            |            |            |            |            |  |  |                                  |                              |                              |                              |                              |                              |
|            |            |            |            |            |            |  |  | 雄朝津間稚子宿禰尊（19允恭天皇） |                              |                              |                              |                              |                              |
|            |            |            |            |            |            |  |  |                                  |                              |                              |                              |                              |                              |

住吉仲皇子（すみのえのなかつみこ/すみのえのなかつおうじ、生年不詳 - 仁徳天皇87年1月頃）は、記紀に伝わる古代日本の皇族。
『日本書紀』では「住吉仲皇子」「仲皇子」、『古事記』では「墨江之中津王」「墨江中王」と表記される。
第16代仁徳天皇皇子で、生母は葛城襲津彦の娘の磐之姫命。同母兄弟に履中天皇・反正天皇・允恭天皇がいる。

## 記録
『日本書紀』履中天皇即位前条によれば、仁徳天皇87年1月に天皇が崩御したのち、皇太子で兄の去来穂別（いざほわけ：のちの履中天皇）が黒媛（羽田矢代宿禰の娘）を妃にしようと思ったが、仲皇子が去来穂別の名を騙って黒媛を犯してしまった。仲皇子は発覚を恐れ、天皇の宮を包囲し焼いた。しかし去来穂別は脱出しており、当麻径（現・大阪府南河内郡太子町山田と奈良県葛城市當麻を結ぶ道）を通り大和に入った。この時、仲皇子の側についた阿曇連浜子の命で後を追った淡路の野島の海人らは、かえって捕らえられた。また、仲皇子側であった倭直吾子籠も去来穂別に詰問され、妹の日之媛を献上して許された。
その後、瑞歯別（みずはわけ：のちの反正天皇）が去来穂別に対して、仲皇子が孤立していることを告げたところ、去来穂別は瑞歯別に殺害を命じる。瑞歯別によって仲皇子近習の隼人である刺領巾（さしひれ）が寝返り、仲皇子は厠に入ったところを刺領巾に矛で討たれたという。
『古事記』履中天皇段では、上述の黒媛説話はないものの反乱伝承は記されている。これによると、難波宮での大嘗祭後に墨江中王は履中天皇を焼き殺そうと殿舎に火をつけたが、天皇は大和に逃れた。そして墨江中王は、天皇側に寝返った曾婆訶理に厠で討たれたという。
なお住吉仲皇子のように、天皇や皇太子から后妃予定者へ遣わされた皇子がその女性と関係を持ってしまう説話は、景行天皇や仁徳天皇の記事においても見られる。